# 認知的不協和
認知的不協和（にんちてきふきょうわ、英: cognitive dissonance）とは、人が自身の認知とは別の矛盾する認知を抱えた状態、またそのときに覚える不快感を表す社会心理学用語。アメリカの心理学者レオン・フェスティンガーによって提唱された。人はこれを解消するために、矛盾する認知の定義を変更したり、過小評価したり、自身の態度や行動を変更すると考えられている。
有名な例として、イソップ物語のキツネとすっぱい葡萄の逸話が知られる。

## フェスティンガーによる認知的不協和の仮説（命題）
不協和の存在は、その不協和を低減させるか除去するために、なんらかの圧力を起こす。
つまり、複数（通常は二つ）の要素の間に不協和が存在する場合、一方の要素を変化させることによって不協和な状態を低減または除去することができる。
不協和を低減させる圧力の強弱は、不協和の大きさの関数である。
つまり、認知的不協和の度合いが大きければ、不協和を低減させる圧力はその度合いに応じて大きくなる。

## 概要
よく挙げられる例として、「喫煙者」の不協和がある。
| 喫煙者が喫煙の肺ガンの危険性（認知2）を知る | 喫煙者が喫煙の肺ガンの危険性（認知2）を知る |
| ------------------------------------------- | ------------------------------------------- |
| 認知1                                       | 私、喫煙者Aは煙草を吸う                     |
| 認知2                                       | 煙草を吸うと肺ガンになりやすい              |

このとき、認知1と認知2は矛盾する。「肺ガンになりやすい」（認知2）ことを知りながら、「煙草を吸う」（認知1）という行為のため、喫煙者Aは自分自身に矛盾を感じる。そのため喫煙者Aは、認知1と認知2の矛盾を解消しようとする。
| 自分の行動（認知1）の変更 | 自分の行動（認知1）の変更      |
| ------------------------- | ------------------------------ |
| 認知3（認知1の変更）      | 私、喫煙者Aは禁煙する          |
| 認知2                     | 煙草を吸うと肺ガンになりやすい |

一番論理的なのは認知1を変更することである。「喫煙」（認知1）を「禁煙」（認知3）に変更すれば、「煙草を吸うと肺ガンになりやすい」（認知2）と全く矛盾しない。
これが小さなことならば、自分の行動を修正または変更することで足りる（例えば、漢字を間違って覚えていたならば、正しい漢字を覚えなおせばよい）。しかし、喫煙の多くはニコチンに依存する傾向が強いため、禁煙行為は苦痛を伴う。したがって、「喫煙」（認知1）から「禁煙」（認知3）へ行動を修正することは多大な困難が伴い、結局は「禁煙」できない人も多い。その場合は、認知2に修正を加える必要が生じてくる。
| 新たな認知（認知4または認知5）の追加 | 新たな認知（認知4または認知5）の追加 | 新たな認知（認知4または認知5）の追加 | 新たな認知（認知4または認知5）の追加 |
| ------------------------------------ | ------------------------------------ | ------------------------------------ | ------------------------------------ |
| 認知1                                | 私、喫煙者Aは煙草を吸う              | 私、喫煙者Aは煙草を吸う              | 私、喫煙者Aは煙草を吸う              |
| 認知2                                | 煙草を吸うと肺ガンになりやすい       | 煙草を吸うと肺ガンになりやすい       | 煙草を吸うと肺ガンになりやすい       |
| 認知4                                | 喫煙者で長寿の人もいる               | 認知5                                | 交通事故で死亡する確率の方が高い     |

「喫煙者で長寿の人もいる」（認知4）を加えれば、「煙草を吸う」（認知1）と「肺ガンになりやすい」（認知2）との間の矛盾を弱めることができる。そして「交通事故で死亡する確率の方が高い」（認知5）をつけ加えれば、肺ガンで死亡することへの恐怖をさらに低減することができる。
なお、アメリカの煙草会社はキャンペーンで以下のように主張する。

煙草を吸う人が肺ガンになりやすいのは、煙草が肺ガンを誘引するのではない。ストレスを抱えている人がストレスを和らげるために煙草を吸うだけであり、ストレスが要因となって肺ガンを引き起こすだけで、煙草と肺ガンの間に因果関係はない。

この主張は「煙草を吸うと肺ガンになりやすい」（認知2）を変化させることで、認知的不協和状態を解消させようというものである。

## 例

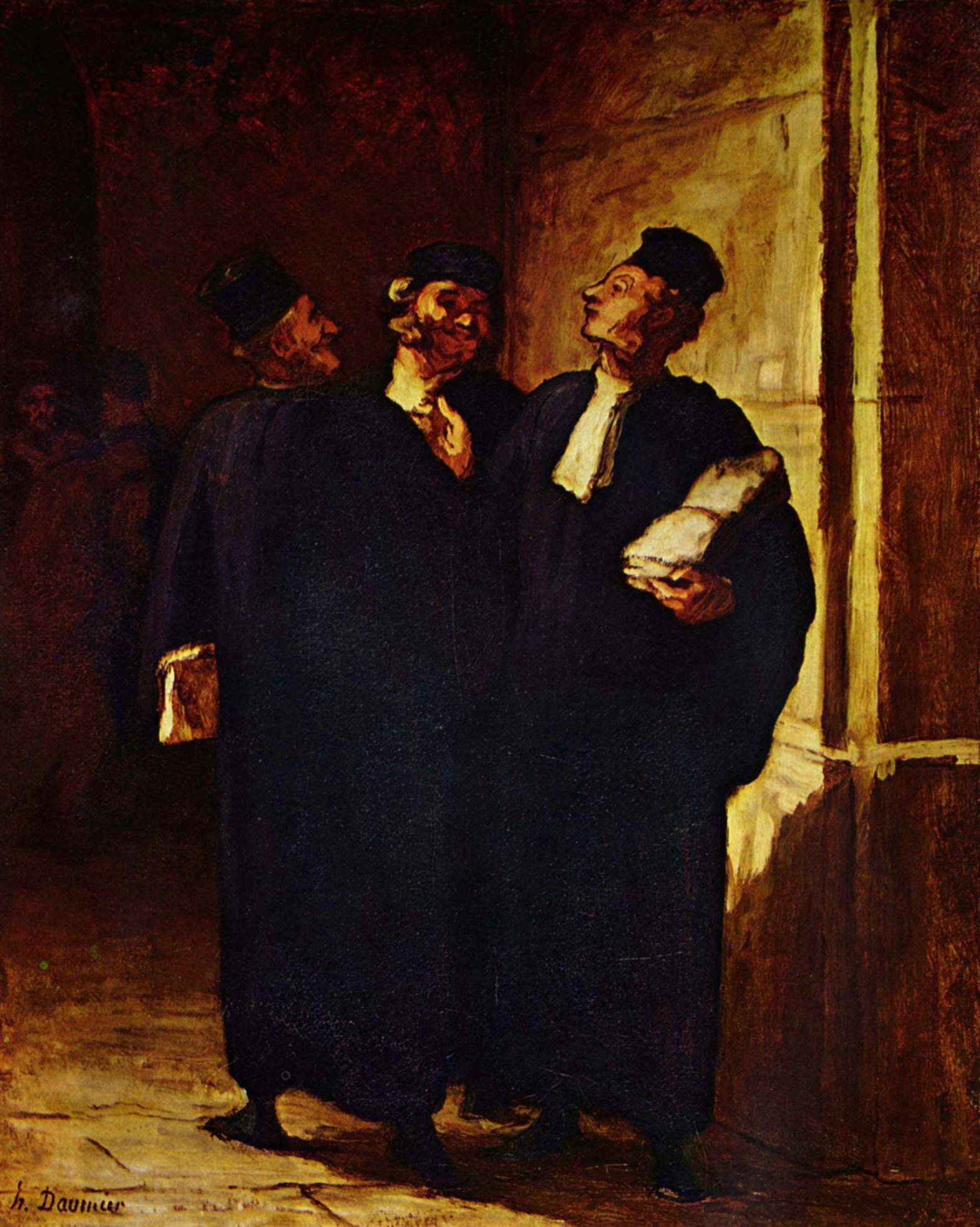
弁護士は、実際には有罪だと考えているクライアントを無実だと弁護する必要が生じた場合、「不協和による負の緊張感」を感じるだろう。

原因不明の感情を説明するあるコミュニティで何らかの災害が発生していると、その災害が起こっていない隣接するコミュニティで、不合理な恐ろしい噂が広がる。これは、脅威に直面していない人が、災害への不安を正当化する必要があるためである 。
キャンセルできない選択肢の後悔を最小化する競馬場の賭けは投票後に変更できないため、馬券購入後はより自分が選んだ馬に自信を深める（決定後の不協和）。

## フェスティンガーの実験
上記の煙草の例は、対照実験をすることが難しいため、認知的不協和の提唱者フェスティンガーは以下の実験を考案した。フェスティンガーは、単調な作業を行わせた学生に対して報酬を支払い、次に同じ作業をする学生にその作業の楽しさを伝えさせる実験を行った。
この実験では、実際にはつまらない作業という認知と矛盾する楽しさを伝えるという認知から不協和が発生するが、報酬の多寡で楽しさを伝える度合いが異なる事を確かめた。
報酬が少ない学生は、報酬が多い学生よりも楽しさを伝える度合いが強く、割に合わない報酬に対して「本当は面白かったのかもしれない」と、認知に修正を加えて不協和を解消しようとする心理が強く働いているとした。